# Mágicos de Caracas
Mágicos de Caracas es un equipo de voleibol venezolano de la ciudad de Caracas. Milita en la Liga Venezolana de Voleibol desde la temporada 2011. Disputa los partidos en el Gimnasio José Beracasa.

## Historia
Fundado en 2011, milita en la Liga Venezolana de Voleibol desde la temporada 2011, siendo uno de los equipos fundadores. Además disputó el juego número 1 de la Liga Venezolana de Voleibol el día 5 de agosto de 2011 a las 6:00 p. m. ante el Aragua Voleibol Club en el Gimnasio José Beracasa del Parque Naciones Unidas de la ciudad de Caracas.